# Geobios
Geobios est une revue scientifique publiée bimensuellement par l'éditeur Elsevier.
Revue internationale de paléontologie, elle est spécialisée dans la paléobiologie, la paléoécologie, la paléobiogéographie, la stratigraphie et la biogéochimie.

## Description
Les articles sont publiés exclusivement en anglais, à l'issue d'un processus de relecture par des pairs (habituellement trois relecteurs) placé sous la responsabilité d'un des rédacteurs-associés de la revue. Les articles publiés sont diffusés en version imprimée (sur abonnement) et en format électronique sur le site ScienceDirect. Geobios est indexé par : Science Citation Index, ISI, Bulletin signalétique (PASCAL) , Geo Abstracts, Biological Abstracts, The Geoscience Database, Referativnyi Zhurnal, SciSearch, Research Alert and Current Contents/Physical, Chemical & Earth Sciences.

## Histoire
Geobios est publié pour la première fois en 1968. Jusqu'en 2011, son Comité Éditorial restera exclusivement lyonnais, présidé successivement par Louis David (Fondateur), André Schaff, Patrick Racheboeuf, et Serge Legendre & Pierre Hantzpergue. Le rédacteur en chef actuel (depuis 2009) est Gilles Escarguel. Publiée initialement par l'Université Claude-Bernard-Lyon-I, la revue a été reprise en 2001 par Elsevier.